# Roy Bentley
Roy Thomas Frank Bentley (* 17. Mai 1924 in Bristol; † 20. April 2018) war ein  englischer Fußballspieler, der vor allem als Stürmer in der ersten Meistermannschaft des FC Chelsea bekannt wurde und in seinen zwölf Länderspielen für die englische Nationalmannschaft neun Tore schoss. Anschließend war er noch ein knappes Jahrzehnt als Trainer aktiv.

## Sportlicher Werdegang
Bentley diente im Zweiten Weltkrieg in der britischen Royal Navy und spielte bis kurz nach Beendigung des Krieges in seiner Heimat für sowohl Bristol City als auch die Bristol Rovers, bevor er dann im Jahre 1946 einen Vertrag bei Newcastle United unterschrieb. Dort verbrachte er zwar nur zwei knappe Spielzeiten, bildete aber mit Jackie Milburn, Len Shackleton und Charlie Wayman eine der besten Offensivreihen in dieser Ära des englischen Vereinsfußballs. Bentley zog 1947 mit Newcastle in das FA-Cup-Halbfinale ein, wo die Mannschaft jedoch mit 0:4 gegen den späteren Pokalgewinner Charlton Athletic verlor.
Im Januar 1948 wechselte er nach London für 12.500 Pfund zum FC Chelsea, teilweise auch aufgrund auf des Anratens seines Arztes, der ihm einen Wechsel in den Süden nahegelegt und darin ein Heilmittel für die zeitweise auftretenden Lungenprobleme Bentleys gesehen hatte. Bei Chelsea sollte er Tommy Lawton ersetzen – der ironischerweise aus den gleichen gesundheitlichen Gründen einmal nach London gezogen war – und Bentley konnte zunächst in die großen Fußspuren seines Vorgängers nicht hineintreten. Dabei hatte er vor allem Schwierigkeiten mit der Umstellung auf das für ihn neue Spielsystem, das der FC Chelsea praktizierte. Bei seinem ersten Einsatz verlor er mit 2:4 daheim gegen Huddersfield Town und in den ersten vier Monaten gelangen Bentley bei seinem neuen Verein lediglich drei Treffer.
Danach wendete sich das Blatt jedoch zu Bentleys Gunsten und er war in allen acht Jahren seiner Zeit in Chelsea der beste Vereinstorschütze. Dabei interpretierte er als einer der ersten Spieler im englischen Vereinsfußball seine Position als so genannte „hängende Sturmspitze“, wo der Spieler aus dem offensiven Mittelfeld in die Angriffsposition läuft, was damals häufig dazu führte, dass die gegnerische Abwehrformation gelöst werden konnte. Unterstützt durch seine Kopfball- und Schussstärke gelangen Bentley in seiner ersten Spielzeit für den FC Chelsea in dieser Rolle 23 Treffer und er wurde damit auf Anhieb zum besten Torschützen seines Vereins. Im Jahre 1949 kam Bentley zudem zu seinem ersten Länderspiel für England. Obwohl der FC Chelsea in der Meisterschaft anschließend sportlich stagnierte, war Bentley dennoch ein Schlüsselspieler in der seit Jahrzehnten besten FA-Cup-Runde für Chelsea. In der fünften Runde schoss er zwei Tore zum 3:0-Sieg gegen den FC Chesterfield und erzielte beim 2:0 gegen Manchester United im Viertelfinale einen Weitschusstreffer aus fast 30 Metern. Im Halbfinale schied Chelsea jedoch gegen den FC Arsenal aus, obwohl Bentley seine Mannschaft zuvor bereits mit 2:0 in Führung geschossen hatte.
Nach einer weiteren FA-Cup-Halbfinalniederlage gegen Arsenal im Jahr 1952 verpflichtete Chelsea Ted Drake als neuen Trainer. Innerhalb der nächsten drei Spielzeiten führte dieser den Verein zu seiner ersten Meisterschaft im Jahre 1955, wobei Bentley die Mannschaft als Kapitän anführte. In dieser Saison schoss Bentley zudem 21 Tore, darunter zwei Tore zum 4:3-Sieg gegen die Wolverhampton Wanderers, die Chelseas Hauptkonkurrenten um die Meisterschaft waren. Nach diesem Erfolg blieb Bentley nur noch ein weiteres Jahr in Chelsea und war dabei einer der ersten Akteure, die Drakes Verjüngungsprozess in der mittlerweile deutlich gealterten Mannschaft zum Opfer fielen. Nach 150 Toren in 367 Spielen – mit denen er aktuell auf einem mit Peter Osgood geteilten dritten Platz in der ewigen Vereinstorschützenliste rangiert – zog es ihn 1956 zu dem Stadtrivalen FC Fulham.
Bentleys Nationalmannschaftskarriere dauerte sechs Jahre an. Sein Debüt gab er zunächst gegen Schweden und spielte für sein Land bei der WM 1950 in Brasilien, wo er auch in der Mannschaft stand, die sensationell mit 0:1 gegen die Vereinigten Staaten verlor. Dabei hatte er zuvor erst die Qualifikation für das Turnier ermöglicht, als er gegen Schottland das Siegtor erzielt hatte und deswegen häufig betitelt wurde als „der Mann, der Schottland Rio raubte“ („the man who robbed Scotland of Rio“). Er schoss im November 1954, im vorletzten Jahr seiner Länderspielkarriere, noch drei Tore gegen Wales.
In Fulham kam Bentley in der herkömmlichen Mittelstürmer-Position zum Zuge und erreichte 1958 erneut ein FA-Cup-Halbfinale, wo er ein weiteres Mal auf der Verliererseite stand. Nachdem er im Oktober 1958 in die zentrale Abwehrposition zurückging, verließ er 1960 den FC Fulham, blieb aber beim Wechsel zu den Queens Park Rangers weiterhin im Westen Londons und war dort noch zwei Jahre bis zum endgültigen Ende seiner Spielerkarriere aktiv.
Nach seiner aktiven Laufbahn wechselte Bentley in das Trainergeschäft und betreute den FC Reading und Swansea Town (ab 1970: „Swansea City“), wobei er mit Swansea in die Third Division aufstieg. Er kehrte 1977 wieder nach Reading zurück, wo er ein Funktionärsamt übernahm.

## Erfolge
- Englischer Meister: 1955